# Anthepiscopus flavipilosus
Anthepiscopus flavipilosus är en tvåvingeart som först beskrevs av Daniel William Coquillett 1900.  Anthepiscopus flavipilosus ingår i släktet Anthepiscopus, ordningen tvåvingar, klassen egentliga insekter, fylumet leddjur och riket djur.
Artens utbredningsområde är British Columbia. Inga underarter finns listade i Catalogue of Life.